# اسپیریتو سانتو (وانواتو)
اسپیریتو سانتو (وانواتو) (به لاتین: Espiritu Santo) یک جزیره در وانواتو است که در Sanma Province, Vanuatu واقع شده‌است.

## خصوصیات
اسپیریتو سانتو ۳٬۹۵۵٫۵ کیلومترمربع مساحت و ۳۹٬۶۰۶ نفر جمعیت دارد و ۱٬۸۷۹ متر بالاتر از سطح دریا واقع شده‌است.